# Tomáš Teplík
Tomáš Teplík (* 8. května 1974 Praha) je český politik, v 90. letech 20. století a počátkem 21. století poslanec Poslanecké sněmovny, zpočátku za ČSSD, koncem roku 1996 podpořil pravicovou vládu a pak přešel do ODS.

## Biografie
Aktivistou ČSSD se stal v roce 1991 (ve věku 17 let). V rodině měli sociálnědemokratickou tradici (jeho prapradědeček měl být sociálnědemokratickým funkcionářem za Rakouska-Uherska). Teplík absolvoval gymnázium v Radotíně a od roku 1993 studoval na
Právnické fakultě Univerzity Karlovy v Praze. V polovině 90. let 20. století už patřil mezi funkcionáře organizace Mladí sociální demokraté, kde jeho kolegy byli Bohuslav Sobotka, Stanislav Gross či Karel Březina. V roce 1996 se profesně uvádí jako student práv.
Ve volbách v roce 1996 byl zvolen do poslanecké sněmovny za ČSSD (volební obvod Středočeský kraj). Byl tehdy nejmladším zvoleným poslancem ve funkčním období 1996-1998.
Zasedal v sněmovním ústavněprávním výboru a mandátovém a imunitním výboru. Během roku 1996 se ale názorově rozcházel s ČSSD. Na podzim patřil mezi několik sociálních demokratů, kteří nepodpořili snahu své strany zavázat vládu, aby před vstupem Česka do Severoatlantické aliance vypsala referendum. Rozkol pak vyvrcholil na podzim 1996 při projednávání návrhu státního rozpočtu na rok 1997, kdy Teplík hlasoval jako jeden ze čtyř poslanců ČSSD pro návrh a v rozporu s přáním vedení sociální demokracie tak podpořil pravicovou vládní koalici. Své stanovisko ve prospěch rozpočtu si zachoval i v následujících čteních, čímž se rozešel se svou stranou a předseda Miloš Zeman prosadil jeho vyloučení ze strany (podobně byl z ČSSD vytlačen Jozef Wagner, rovněž hlasující pro rozpočet). V prosinci 1996 přestal být Teplík členem poslaneckého klubu ČSSD a v sněmovně zasedal jako nezařazený. V březnu 1997 vstoupil do poslaneckého klubu ODS (ještě v prosinci 1996 se přitom spekulovalo, že přestoupí do KDU-ČSL) a krátce poté ohlásil i zájem stát se přímo členem strany, v některé místní organizaci na Mělnicku. Přestupem Teplíka k ODS se změnily početní poměry ve sněmovně, druhá vláda Václava Klause přestala být fakticky menšinovou a ČSSD už nemusela vládě poskytovat na smluvním základě nepřímou toleranci.
I po svém přestupu do ODS pokračoval v politické kariéře. Ve volbách v roce 1998 a volbách v roce 2002 byl zvolen do sněmovny za ODS a v parlamentu setrval do voleb v roce 2006. V letech 1998-2002 byl členem sněmovního mandátového a imunitního výboru a v letech 1998-2006 také hospodářského výboru.
V komunálních volbách roku 2006 byl zvolen do zastupitelstva města Mělník za ODS. Neúspěšně do mělnického zastupitelstva kandidoval i v komunálních volbách roku 2010. Profesně se k roku 2006 uvádí jako právník, v roce 2010 jako obchodní ředitel.